# Gran Premi d'Alemanya del 1995
Resultats del Gran Premi d'Alemanya de Fórmula 1 de la temporada 1995, disputat al circuit de Hockenheimring el 30 de juliol del 1995.

## Resultats
| Posició | Número | Pilot                    | Equip                  | Voltes | Temps/ retirada  | Pos. de sortida | Punts |
| ------- | ------ | ------------------------ | ---------------------- | ------ | ---------------- | --------------- | ----- |
| 1       | 1      | Michael Schumacher       | Benetton - Renault     | 45     | 1h 22' 56. 043   | 2               | 10    |
| 2       | 6      | David Coulthard          | Williams - Renault     | 45     | + 5.988 s        | 3               | 6     |
| 3       | 28     | Gerhard Berger           | Ferrari                | 45     | + 1' 08.097 min. | 4               | 4     |
| 4       | 2      | Johnny Herbert           | Benetton - Renault     | 45     | + 1' 23.436 min. | 9               | 3     |
| 5       | 29     | Jean-Christophe Boullion | Sauber - Ford          | 44     | + 1 Volta        | 14              | 2     |
| 6       | 25     | Aguri Suzuki             | Ligier - Mugen - Honda | 44     | + 1 Volta        | 18              | 1     |
| 7       | 3      | Ukyo Katayama            | Tyrrell - Yamaha       | 44     | + 1 Volta        | 17              |       |
| 8       | 17     | Andrea Montermini        | Pacific - Ilmor        | 42     | + 3 Voltes       | 23              |       |
| 9       | 15     | Eddie Irvine             | Jordan - Peugeot       | 41     | + 4 Voltes       | 6               |       |
| Ret     | 8      | Mika Häkkinen            | McLaren - Mercedes     | 33     | Motor            | 7               |       |
| Ret     | 30     | Heinz Harald Frentzen    | Sauber - Ford          | 32     | Motor            | 11              |       |
| Ret     | 24     | Luca Badoer              | Minardi - Ford         | 28     | Pèrdua d'oli     | 16              |       |
| Ret     | 16     | Giovanni Lavaggi         | Pacific - Ilmor        | 27     | Caixa canvi      | 24              |       |
| Ret     | 22     | Roberto Moreno           | Forti F1 - Ford        | 27     | Paliers          | 22              |       |
| Ret     | 14     | Rubens Barrichello       | Jordan - Peugeot       | 20     | Motor            | 5               |       |
| Ret     | 7      | Mark Blundell            | McLaren - Mercedes     | 17     | Motor            | 8               |       |
| Ret     | 26     | Olivier Panis            | Ligier - Mugen - Honda | 13     | Pèrdua d'aigua   | 12              |       |
| Ret     | 27     | Jean Alesi               | Ferrari                | 12     | Motor            | 10              |       |
| Ret     | 23     | Pierluigi Martini        | Minardi - Ford         | 11     | Motor            | 20              |       |
| Ret.    | 10     | Taki Inoue               | Footwork - Hart        | 9      | Caixa de canvis  | 19              |       |
| Ret.    | 21     | Pedro Diniz              | Forti F1 - Ford        | 8      | Frens            | 21              |       |
| Ret.    | 5      | Damon Hill               | Williams - Renault     | 1      | Virolla          | 1               |       |
| Ret     | 4      | Mika Salo                | Tyrrell - Yamaha       | 0      | Embragatge       | 13              |       |
| Ret     | 9      | Massimiliano Papis       | Footwork - Hart        | 0      | Caixa canvi      | 15              |       |

## Altres
- Pole: Damon Hill 1' 44. 385

- Volta ràpida: Michael Schumacher 1' 48. 824 (a la volta 22)